# Брянська операція (1943)
Брянська операція (1943) — наступальна операція радянських військ Брянського фронту (командувач — генерал армії М. М. Попов) в ході німецько-радянської війни по звільненню території нинішньої Брянської області та східних районів Білоруської РСР.

## Хід операції
Операція військ Брянського фронту була проведена в період з 1 вересня по 3 жовтня 1943 з метою захопити плацдарм на західному березі річки Десна і звільнити Брянський промисловий район. Після розгрому орловського угруповання противника війська Брянського фронту (50-та, 3-тя, 11-та, 11-та гвардійська, 63-тя загальновійськові армії, 15-та повітряна армія під командуванням генерала армії М. М. Попова) підійшли до оборонного рубежу німецьких військ, який був заздалегідь підготовленим східніше Брянська і Навля.

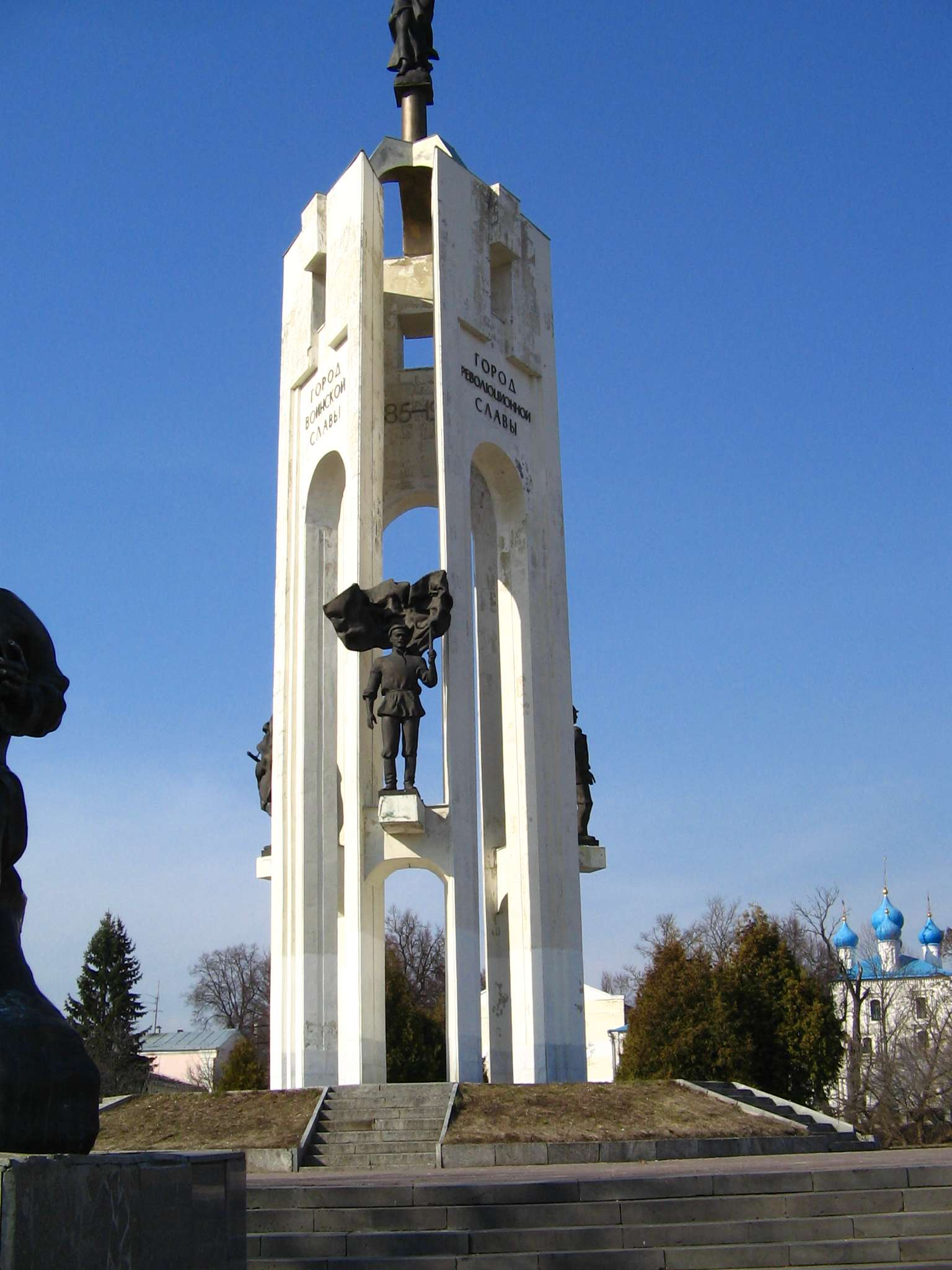
Монумент на честь визволення Брянська від німецьких окупантів

Війська Брянського фронту зазнали великих втрат, тили їх відстали, бракувало боєприпасів і пального. Перед ними було поставлено завдання розгромити війська 9-ї армії групи армій «Центр», вийти до Десни, форсувати її північно-західніше і південніше Брянська, оволодіти плацдармом в закруті річки і розвивати удар на Гомель. Задум командування полягав у тому, щоб завдати флангового удару 50-ю армією з району на північний захід від Кірова (в смузі Західного фронту) у південному напрямку і у взаємодії з 3-ю армією знищити Кіровське угруповання противника, не допустивши її відходу за Десну. 3-тя і 11-та армії повинні були перейти в наступ після того, як противник послабить оборону в східній частині Брянських лісів. На лівому крилі фронту передбачалися дії 63-ї і частини сил 11-ї гвардійської армій в загальному напрямку на Локоть.
1 вересня 1943 розпочали наступ війська лівого (південного) крила оперативного угруповання. Лише 7 вересня, коли увага противника на цій ділянці фронту була перенацілена на свій лівий фланг, удар нанесла 50-та армія (генерал-лейтенант І. В. Болдін). Вона вклинилася в глибину розташування військ противника на 60-70 км, форсувавши Десну вище Брянська і захопивши плацдарм на західному березі річки.
Це сприяло відволіканню уваги і ослаблення оборони німецькими військами на центральній ділянці операції, де сили 3-ї (О. В. Горбатов) і 11-ї (І. І. Федюнінський) армій розгорнули наступ і 13 вересня зайняли залізничні вузли Брянськ-1 і Брянськ-2, впритул підійшовши до Брянська.
17 вересня війська 11-ї армії за підтримки партизанських з'єднань форсували Десну і після запеклих боїв оволоділи містами Брянськом і Бежиці. 20 вересня почалося переслідування противника у всій смузі наступу. Для переслідування була спеціально сформована кінно-механізована група з кавалерійських і танкових частин фронту. Розвиваючи наступ, 50-та армія вступила на територію Білорусі і 26 вересня звільнила місто Хотимськ. До 3 жовтня війська Брянського фронту вийшли на річку Сож, форсували її й захопили плацдарм на правому березі річки, створивши сприятливі умови для подальшого наступу на Гомельському напрямку.
Війська Брянського фронту повністю виконали поставлене завдання, успішно форсувавши р. Десна і звільнивши Брянський промисловий район, а також значну територію на захід від нього і частина Білорусі. Були створені умови для подальшого наступу радянських військ на захід. Таким чином, був звільнений один з найбільших районів партизанської боротьби — Брянські ліси, багато партизани, вийшовши з лісів, влилися в ряди Червоної Армії.